# Kielmeyera coriacea
Kielmeyera coriacea é uma planta arbórea encontrada em regiões de cerrado. Pertencia à família das Clusiaceae, atualmente pertence à família Calophyllaceae. Contém diversas xantonas (substâncias medicinais). É uma das espécies conhecidas vulgarmente como pau-santo.

## Descrição
Suas folhas são grandes e muito duras. Suas flores também são grandes, brancas ou rosadas. Os frutos são cápsulas. A casca da árvore é semelhante à cortiça, após moagem e agregação com cola.